# Versus (EP)
Versus es el primer EP del cantante estadounidense de R&B Usher, lanzado el 24 de agosto de 2010, por LaFace Records. La producción del álbum se llevó a cabo durante 2008 y 2010 y estuvo a cargo de varios productores, incluyendo Polow da Don, Jim Jonsin, Amor Rico, Chico Drumma, Jimmy Jam y Terry Lewis, Tha Cornaboyz y Max Martin.
El EP debutó en el número cuatro en el Billboard 200 en los Estados Unidos, vendiendo 46.000 copias en su primera semana. Se convirtió en el sexto álbum de Usher en estar dentro de top-ten en los Estados Unidos, se han lanzado tres sencillos logrando gran éxito, "Lay You Down", "Hot Tottie" y el éxito mundial "DJ Got Us Fallin' In Love" que cuenta con la colaboración de Pitbull. A pesar de algunas críticas a sus esfuerzos pop, Versus ha recibido comentarios positivos de la música en general, la mayoría de los críticos.

## Antecedentes
Usher anunció el 31 de julio de 2010, un álbum siguiendo a su sexto álbum de estudio Raymond v Raymond llamado Versus, y una edición de lujo de Raymond V. Raymond. Usher dijo que el EP contiene 8 temas nuevos, entre ellos un remix de "Somebody To Love", y el éxito en el Billboard R&B "There Goes My Baby".

## Lanzamiento y promoción

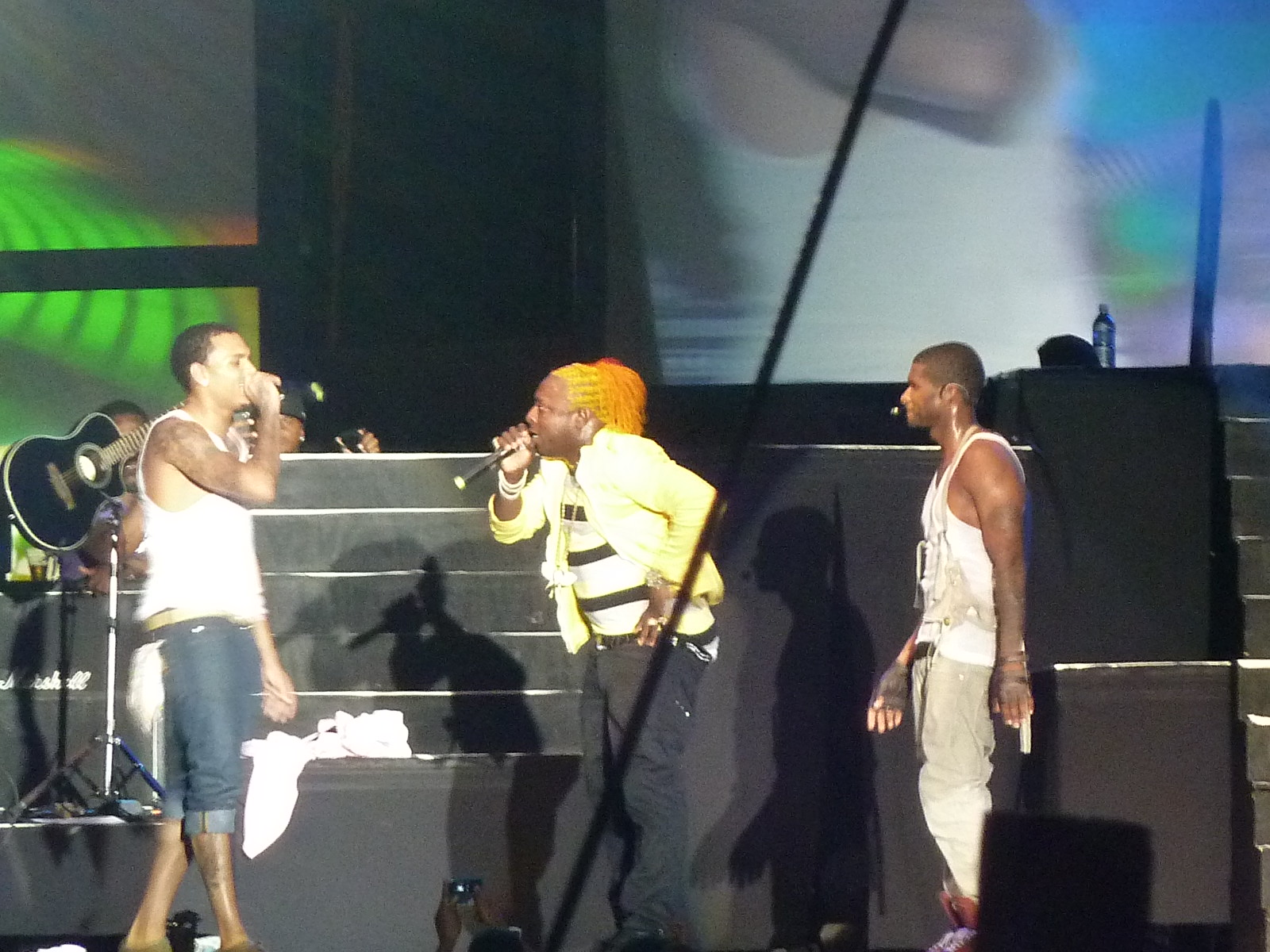
Usher y Chris Brown con Elephant Man en el Reggae Sumfest 2010. Los dos bailan estimulando los rumores de una gira conjunta.

El álbum fue lanzado el 24 de agosto de 2010 en los Estados Unidos. El conjunto fue precedido por los sencillos "DJ Got Us Fallin' In Love", para el público mayoritario, y "Hot Tottie" para el público urbano. Los temas de Versus están incluidos en una edición de lujo de Raymond v Raymond, que se publicó en los Estados Unidos conjuntamente con Versus, y sería lanzado en el Reino Unido el 20 de septiembre de 2010.
En Alemania versus no será lanzado como un EP, sino más bien como un álbum completo el 1 de octubre de 2010.

## Recepción

### Rendimiento comercial
El EP debutó en el número cuatro en los EE. UU. en el Billboard 200, con ventas de las primeras semanas de 46.000 copias. En su segunda semana de lanzamiento vendió 22.450 copias, y cayó al número trece en el Billboard 200. A continuación, vendió más de 17.000 copias en su tercera semana de lanzamiento, y cayó dos posiciones al número quince. Este alcanzó ventas totales en los Estados Unidos de más de 85.000 copias. El EP debutó en el número doce en Canadá.

## Sencillos
- "DJ Got Us Fallin' In Love Again", con Pitbull, producido por Max Martin, es el primer sencillo del álbum. Fue lanzado en iTunes el 13 de julio de 2010 y fue enviado oficialmente a la radio el 20 de julio de 2010.[19][20]> Desde su lanzamiento, ha cosechado un éxito internacional, alcanzando un máximo entre los 10 y 20 en el Reino Unido, Canadá, los Estados Unidos, Australia y Nueva Zelanda. La canción recibió críticas positivas de los críticos, que complementa el ambiente del club y el coro de las canciones. Se convirtió en el decimosexto tema de Usher en lograr estar en el top-ten en el Billboard Hot 100 en toda su carrera, ha llegado a una máxima posición en el número cinco en el Billboard Hot 100 y el número seis en los EE. UU. Pop Songs de Billboard.[21]

- "Hot Tottie", con Jay-Z,[22] producido por Polow Da Don y escrito por Ester Dean, es el segundo sencillo. Fue lanzado para la radio el 9 de agosto de 2010.[12] Ciara se informó fue elegida originalmente para estar en la canción, pero no apareció en la pista final. La canción recibió críticas muy positivas de los críticos, siendo señalado como uno de los aspectos más destacados del EP. En la actualidad ha logrado llegar al número trece en la lista Hot R&B/Hip-Hop Songs,[23] y el número 21 en el Billboard Hot 100.[24]

## Lista de canciones
La lista de canciones fue revelada el 21 de julio de 2010.

| N.º   | Título                                         | Escritor(es)                                                                    | Productor(es)                         | Duración |  |
| 1.    | «Love 'Em All»                                 | Ester Dean                                                                      | Alexander "Prettyboifresh" Parhm, Jr. | 3:48     |  |
| 2.    | «DJ Got Us Fallin' in Love» (con Pitbull)      | Usher Raymond IV, Armando Pérez, Max Martin, Savan Kotecha, Shellback           | Max Martin                            | 3:42     |  |
| 3.    | «Hot Tottie» (con Jay-Z)                       | Raymond IV, Dean, Shawn Carter, Jamal Jones                                     | Polow da Don, Hot Sauce               | 4:59     |  |
| 4.    | «Lay You Down»                                 | Raymond IV, Richard Butter, Jr, Dwayne Nesmith                                  | 353 Prods.                            | 4:04     |  |
| 5.    | «Lingerie»                                     | Raymond IV, Issiah J. Avila, Bobby Ross Avila, James Harris III, Terry Lewis    | Jimmy Jam y Terry Lewis               | 4:15     |  |
| 6.    | «There Goes My Baby»                           | Raymond IV, James Scheffer, Butter, Frank Romano, Danny Morris                  | Jim Jonsi, Rico Love                  | 4:41     |  |
| 7.    | «Get In My Car» (con Bun B)                    | Raymond IV, Dean, Bernard Freeman                                               | Polow da Don, 1500 or Nothin'         | 4:10     |  |
| 8.    | «Somebody to Love (Remix)» (con Justin Bieber) | Justin Bieber, Heather Bright & The Stereotypes                                 | Benny Blanco                          | 3:29     |  |
| 9.    | «Stranger»                                     | Ryon Lovette                                                                    | Drumma Boy                            | 4:48     |  |
| 10.   | «Dirty Dancer» (con Enrique Iglesias)          | Bogart, Iglesias, Nadir Khayat, Nuri, Quinones                                  | RedOne                                | 3:39     |  |
| 11.   | «More»                                         |                                                                                 | RedOne                                | 3:49     |  |
| 12.   | «OMG» (con will.i.am)                          | William Adams, Raymond IV                                                       | will.i.am                             | 4:29     |  |
| 13.   | «Hey Daddy (Daddy's Home)»                     | Rico Love, The Runners, Raymond IV, Algernod Washington                         | The Runners, Rico Love                | 4:16     |  |
| 14.   | «Papers»                                       | Raymond IV, Sean Garrett, Xavier Doton, Alonzo Mathis                           | Zaytoven, Sean Garrett                | 4:21     |  |
| 15.   | «Lil Freak» (con Nicki Minaj)                  | Raymond IV, Onika Maraj, Jamal Jones, Ester Dean, Elvis Williams, Stevie Wonder | Polow da Don                          | 3:54     |  |
| 37:51 |                                                |                                                                                 |                                       |          |  |

## Lista de posiciones
| Lista (2010)                    | Posición máxima |
| ------------------------------- | --------------- |
| Belgium Albums Chart (Flanders) | 6               |
| Belgium Albums Chart (Wallonia) | 6               |
| Canadian Albums Chart           | 1               |
| Dutch Albums Chart              | 5               |
| German Downloads Chart          | 7               |
| Italian Albums Chart IFPI       | 9               |
| Swiss Albums Chart              | 6               |
| US Billboard 200                | 4               |
| US Billboard R&B/Hip-Hop Albums | 3               |

## Fecha de lanzamiento
| País           | Fecha                   |
| -------------- | ----------------------- |
| Canadá         | 24 de agosto de 2010    |
| Estados Unidos | 24 de agosto de 2010    |
| Alemania       | 1 de octubre de 2010    |
| Francia        | 15 de octubre de 2010   |
| Brasil         | 15 de noviembre de 2010 |